# 林戴胜科
林戴胜科（学名：Phoeniculidae）是犀鳥目的一个科，现存2属8种，分布于撒哈拉以南的非洲热带地区。体羽具有金属光泽，喙细长侧扁而向下弯曲，以昆虫等为食。擅长在树上攀援。
- 林戴胜属（Phoeniculus）
  - 绿林戴胜（Phoeniculus purpureus）
  - 紫林戴胜（Phoeniculus damarensis）
  - 黑嘴林戴胜（Phoeniculus somaliensis）
  - 白头林戴胜（Phoeniculus bollei）
  - 栗头林戴胜（Phoeniculus castaneiceps）
- 弯嘴戴胜属（Rhinopomastus）
  - 黑弯嘴戴胜（Rhinopomastus aterrimus）
  - 弯嘴戴胜（Rhinopomastus cyanomelas）
  - 小弯嘴戴胜（Rhinopomastus minor）

有时将弯嘴戴胜属独立出来为一个科——弯嘴戴胜科（Rhinopomastidae），也有学者主张将林戴胜科和戴胜科一起合为一个目——戴胜目（Upupiformes）。